# روهرباخشتین
روهرباخشتین (به لاتین: Rohrbachstein) یک کوه در سوئیس است که در کانتون وله واقع شده‌است. روهرباخشتین ۲٬۹۵۰ متر بالاتر از سطح دریا واقع شده‌است.